# Iryanthera paradoxa
Iryanthera paradoxa là một loài thực vật có hoa trong họ Myristicaceae. Loài này được (Schwacke) Warb. mô tả khoa học đầu tiên năm 1897.